# Feignies
Feignies is een gemeente in het Franse Noorderdepartement (Frans: département du Nord) in de regio Hauts-de-France. De plaats maakt deel uit van het arrondissement Avesnes-sur-Helpe. Feignies telde op 1 januari 2022 6.727 inwoners.

## Geografie
De oppervlakte van Feignies bedroeg op 1 januari 2022 18,8 vierkante kilometer; de bevolkingsdichtheid was toen 357,8 inwoners per km².

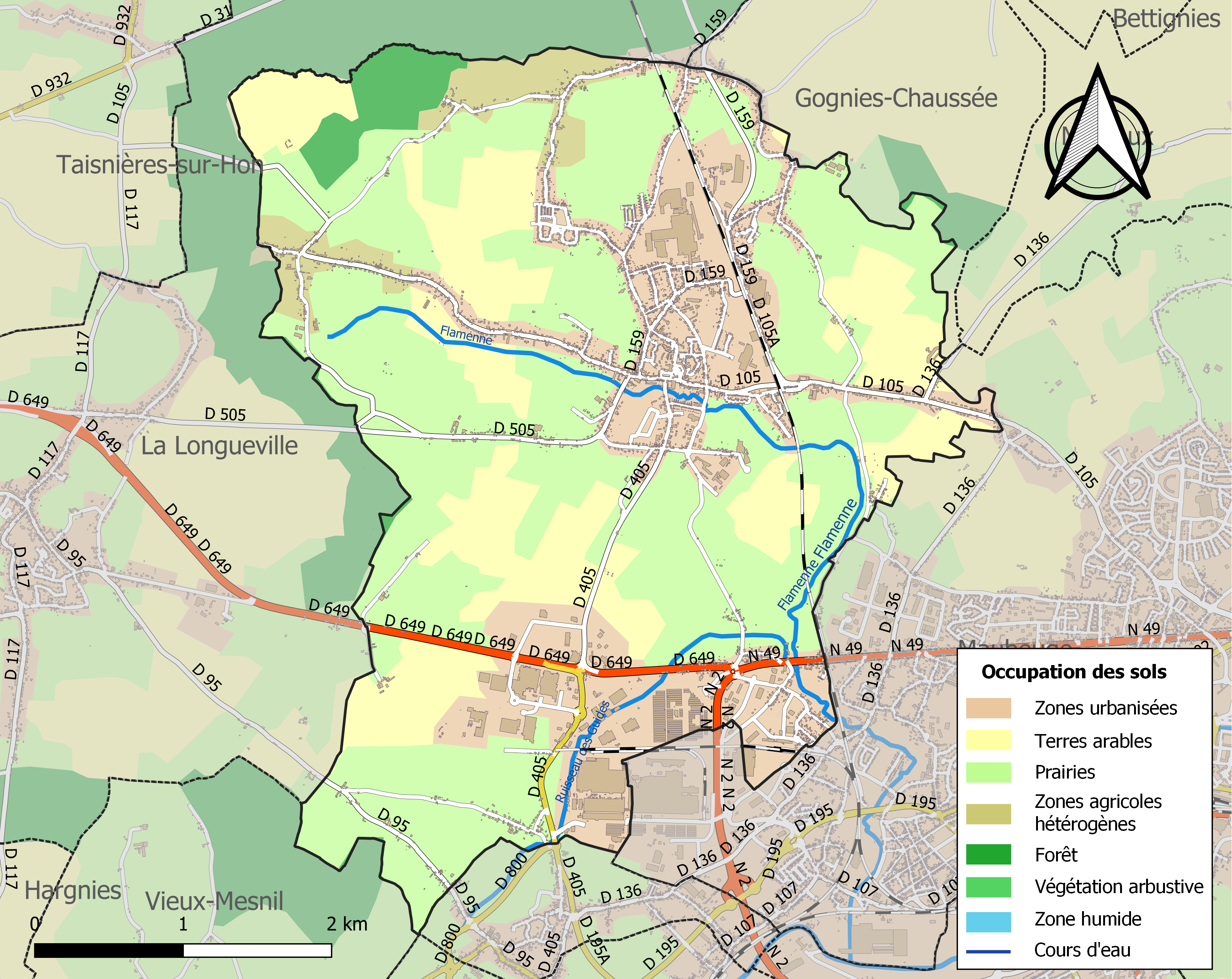
Kaart van de gemeente met belangrijkste infrastructuur, bodemgebruik en omliggende gemeenten

## Demografie
Onderstaande figuur toont het verloop van het inwonertal (bron: INSEE-tellingen).